# Resolució 2374 del Consell de Seguretat de les Nacions Unides
La Resolució 2374 del Consell de Seguretat de les Nacions Unides, redactada per França, fou adoptada per unanimitat el 5 de setembre de 2017. El Consell va imposar sancions contra els que s'oposaven a l'aplicació de l'acord de pau a Mali.

## Observacions
El representant francès considerava l'acord de pau malià crucial per a la seguretat a tota la regió del Sahel. França veia les sancions com a mitjà d'incitar-ne al progrés. El seu col·lega rus va dir, però, que les sancions també podrien complicar les negociacions. També va assenyalar que la intervenció a Líbia (pels països de l'OTAN) era la base de la inseguretat a Mali.
Rússia havia estat prèviament contra la imposició de sancions, ja que era probable que fallés l'acord de pau si una de les parts demana sancions contra l'altra.

## Contingut
El Consell de Seguretat va condemnar les reiterades violacions d'alto el foc pels grups rebels a les regions de Kidal i Menaka. El Consell va instar a reprendre el diàleg, i va donar la benvinguda a un acord signat el 23 d'agost de 2017.

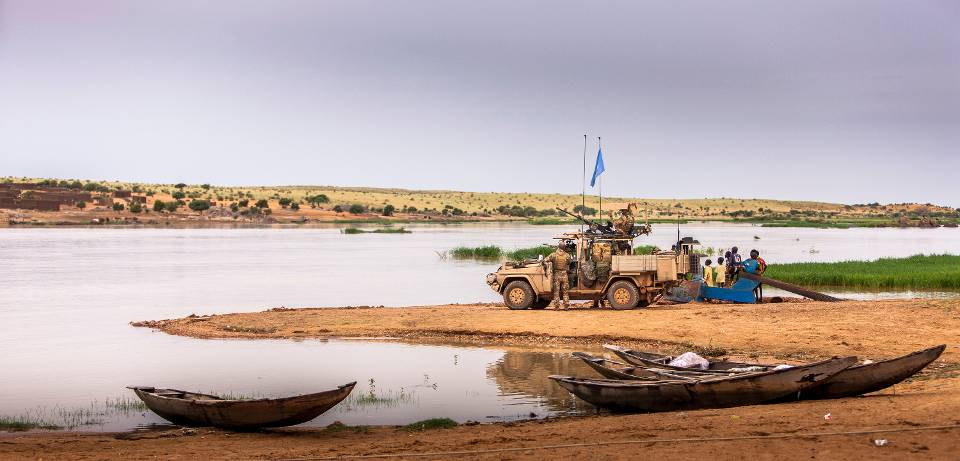
Cascs blaus neerlandesos a Mali en setembre de 2014.

L'acord de pau de 2015 preveia que el Consell de Seguretat vigilés la seva implementació i, si fos necessari, actués contra qualsevol que s'hi oposés. A la Resolució 2364 ja es van considerar que les sancions contra aquells que violessin alto el foc o ataquessin les forces de MINUSMA i treballadors humanitaris. El 9 d'agost de 2017, el govern de Mali havia anunciat que l'acord de pau es va violar sobretot a la regió de Kidal, i va tractar d'imposar un règim de sancions.
Es va crear un Comitè de sancions format pels quinze membres del Consell de Seguretat. Aquest comitè ha de preparar una llista de les persones que obstaculitzen la implementació de l'acord de pau o ataquessin el personal de l'ONU, soldats del G5 Sahel, soldats de la UE o soldats francesos soldats, trafiquessin amb drogues o persones o obstaculitzessin l'ajuda humanitària. Els països ja no estaven autoritzats a permetre a aquestes persones al seu territori i havien de congelar els seus saldos bancaris i béns en el seu territori.
El comitè comptava amb un panell d'experts de cinc persones, que va rebre un mandat de tretze mesos. A més d'elaborar la llista, també havia de supervisar l'aplicació de les sancions i informar-ne.